# Cyclosa cephalodina
Cyclosa cephalodina is een spinnensoort in de taxonomische indeling van de wielwebspinnen (Araneidae).
Het dier behoort tot het geslacht Cyclosa. De wetenschappelijke naam van de soort werd voor het eerst geldig gepubliceerd in 1996 door Da-xiang Song & Liu.